# Šmarjeta pri Celju
Šmarjeta pri Celju (pronuncia [ʃmaˈrjeːta pri ˈtsɛːlju]) è un insediamento (naselje) di 196 abitanti, della municipalità di Celje nella regione della Savinjska in Slovenia.
L'area faceva tradizionalmente parte della regione storica della Stiria, ora invece è inglobata nella regione della Savinjska.
Il fiume Hudinja passa per l'insediamento.

## Origini del nome
Il nome della città è stato cambiato da Sveta Marjeta (Santa Margherita) in Šmarjeta pri Celju nel 1964.

## Storia
L'insediamento della zona è attestata da resti romani, tra un cui un pozzo. Le fondamenta di una casa di origini romane di una famiglia ricca è stata scoperta ad ovest del villaggio. Nel medioevo insieme con la vicina Škofja Vas il paese era sotto il dominio dei vescovi di Gurk.